# Carl Ferdinand von Roemer
Carl Ferdinand von Roemer (5 de enero de 1818 - 14 de diciembre de 1891) fue un naturalista, y geólogo alemán, nacido en Hildesheim, en el Reino de Hannover.
Su padre era un abogado y consejero de la alta corte de justicia. Fue educado para la abogacía en la Universidad de Gotinga, pero finalmente estudió geología. Abandonó leyes en 1840, estudiando Ciencias en la Universidad de Berlín, donde se graduó de doctorado en 1842.
Dos años más tarde publicó su primera obra Das Rheinische Ubergangsgebirge ( La transición montañosa de Rheinische), en la que se ocupó de las mayores rocas y fósiles.
En 1845, realizó una visita a EE. UU., y dedicó un año y medio de un cuidadoso estudio de la geología de Texas y otros estados del sur; publicando en Bonn Texas, y los resultados de sus investigaciones de las rocas del Cretáceo y fósiles se publicaron tres años más tarde en un tratado Die Kreidebildungen von Texas und ihre organischen Einschlusse, de 1852.
Su hermano mayor, Friedrich Adolph Roemer, también fue geólogo.

## Otras publicaciones
- 1851-1856. Let haea geognostica
- 1860. Die Silurische Fauna des westlichen Tennessee ( La fauna del Silúrico del oeste de Tennessee)

## Honores
- Miembro de la Royal Society, 1859
- Miembro de la Academia de las Ciencias de Rusia
- Medalla Murchison, 1885

- La abreviatura «F.Roem.» se emplea para indicar a Carl Ferdinand von Roemer como autoridad en la descripción y clasificación científica de los vegetales.[1]